# Публий Корнелий Меренда
Публий Корнелий Меренда (лат. Publius Cornelius Merenda; III век до н. э.) — римский политический деятель из патрицианского рода Корнелиев, кандидат в консулы на 216 год до н. э.

## Биография
Публий Корнелий упоминается в сохранившихся источниках в связи с одним событием — выборами консулов на 216 год до н. э. В это время Рим вёл тяжёлую войну с Карфагеном и уже успел понести несколько серьёзных поражений; победителям очередных выборов предстояло возглавить армию в решительной схватке. Консулом-плебеем стал незнатный политик-демагог Гай Теренций Варрон. В этих условиях аристократия сплотилась, чтобы обеспечить победу одному из своих кандидатов. Публий Корнелий Меренда и ещё один соискатель должности, Луций Манлий Вульсон, сняли свои кандидатуры в пользу Луция Эмилия Павла, который и стал в результате вторым консулом.